# Фабріціо Буонокоре
Фабріціо Буонокоре (італ. Fabrizio Buonocore, 28 квітня 1977) — італійський ватерполіст.
Учасник Олімпійських Ігор 2004, 2008 років.
Призер Чемпіонату світу з водних видів спорту 2003 року.